# 讓·瑪里·愛德華·史提芬
愛德華·讓-马里·史提芬（法語：Édouard Jean-Marie Stephan，1837年8月31日—1923年12月31日），法國天文學家。

## 生平
在1867至1907年期間，他都擔任馬賽天文台台長。可是，他未能利用天文干涉法來測量星體的表面直徑。
他擅長研究星雲。
1881年，他發現了NGC 5，並在隔年使用80公分反射望遠鏡發現了星系NGC 6027。他也發現史蒂芬五重星系，又稱Arp 319。
雖然耶羅姆·尤金·科吉亞首先看見38P，但這個週期彗星依然以史蒂芬和利斯·奧特瑪命名。

## 榮譽
1884年，法國科學院授予他瓦爾茨獎（Prix Valz）。
他於1868年獲得法國榮譽軍團勳章（騎士勳位），並於1879年獲得法國榮譽軍團勳章（軍官勳位）。